# Cilantro y perejil
Cilantro y perejil es una película mexicana cómica del director mexicano Rafael Montero realizada en 1995 y protagonizada por Arcelia Ramirez y Demian Bichir. Ganadora de 9 Premios Ariel.

## Argumento
Carlos (Demian Bichir) y Susana (Arcelia Ramírez) son una pareja de esposos cuyo matrimonio está por terminar, mientras que Nora (Alpha Acosta), hermana de Susana, intenta salvar su relación con el roquero Jorge (Juan Manuel Bernal). Ambientada a mediados de los años 90, la película relata los desafíos personales y el impacto que tenía la crisis económica en México para poder mantener una relación de pareja. El toque humorístico proviene de Germán Dehesa, quien interpreta a un psiquiatra que en ocasiones parece conversar con el espectador.

## Reparto
- Arcelia Ramírez como Susana Limón.
- Demián Bichir como Carlos Rodríguez.
- Germán Dehesa como Psiquiatra.
- Alpha Acosta como Nora.
- Juan Manuel Bernal como Jorge.
- Angélica Aragón como Teresa.
- Plutarco Haza como Francisco.
- Sherlyn como Mariana.

## Premios y reconocimientos
- Premios Ariel:

- Adjudicados:

- Mejor película
- Mejor dirección (Rafael Montero)
- Mejor guion (Cecilia Pérez Grovas y Carolina Rivera)
- Mejor argumento original escrito para cine (Cecilia Pérez Grovas y Carolina Rivera)
- Mejor edición (Oscar Figueroa)
- Mejor tema musical o canción especialmente escrita para cine (Enrique Quezadas)
- Mejor música de fondo especialmente escrita para cine (Enrique Quezadas)
- Mejor sonido
- Mejor actriz de cuadro (Angélica Aragón)

- Nominaciones:

- Mejor actriz (Arcelia Ramírez)
- Mejor actor (Demián Bichir)
- Mejor actor de cuadro (Juan Manuel Bernal)
- Mejor coactuación masculina (Germán Dehesa)
- Mejor fotografía (Guillermo Granillo)
- Mejor escenografía (Teresa Pecannins)
- Mejor ambientación (Teresa Pecannins)